# Pirelli
Pirelli & C. S.p.A. là một nhà sản xuất lốp xe đa quốc gia của Ý có trụ sở tại thành phố Milano, Ý. Công ty đã được niêm yết trên sàn giao dịch chứng khoán Milan từ năm 1922, là nhà sản xuất lốp xe lớn thứ 6 và tập trung vào sản xuất lốp tiêu dùng cho ô tô, xe máy và xe đạp. Nó có mặt ở châu Âu, châu Á-Thái Bình Dương, Mỹ Latinh, Bắc Mỹ và các quốc gia hậu Xô viết, hoạt động thương mại tại hơn 160 quốc gia. Nó có 19 mạng lưới sản xuất tại 13 quốc gia và mạng lưới khoảng 14.600 nhà phân phối và bán lẻ. Năm 2015, China National Chemical Corp. Ltd. (ChemChina) nắm quyền kiểm soát Pirelli; với việc công ty nhà nước Trung Quốc đồng ý duy trì cơ cấu sở hữu của công ty lốp xe cho đến năm 2023.
Pirelli đã tài trợ cho các cuộc thi thể thao từ năm 1907 và là đối tác và nhà cung cấp lốp xe độc quyền cho Grand-Am Rolex Sports Car Series từ 2008–2010, FIA Formula One World Championship từ 2011–nay và cho FIM World Superbike Championship. Trụ sở chính của Pirelli được đặt tại quận Bicocca của Milano.
Pirelli hiện chỉ là một công ty sản xuất lốp xe. Trong quá khứ, nó đã tham gia vào lĩnh vực thời trang và hoạt động trong năng lượng tái tạo và giao thông bền vững.
Vào ngày 4 tháng 10 năm 2017, Pirelli trở lại Sàn giao dịch chứng khoán Milan sau khi tập trung kinh doanh vào các sản phẩm tiêu dùng thuần túy (lốp ô tô, xe máy và xe đạp) và các dịch vụ liên quan, đồng thời tách mảng kinh doanh lốp công nghiệp.
Bộ lịch cùng tên của Pirelli đã được xuất bản từ năm 1964 và có sự đóng góp của nhiều nhiếp ảnh gia nổi tiếng trong những năm qua như Helmut Newton, Steve McCurry, Peter Lindbergh, Richard Avedon, Bruce Weber, Herb Rits và Annie Leibovitz.
Trụ sở chính của công ty tại Hoa Kỳ được đặt tại Rome, Georgia.